# The Florida Times-Union
The Florida Times-Union è un importante quotidiano di Jacksonville, città appartenente allo stato della Florida, negli Stati Uniti.
Ampiamente conosciuto come il più antico giornale dello stato, ha cominciato ad essere pubblicato nel 1864 con il nome di Florida Union.
Divenuto sin da subito di proprietà della Morris Communication, rappresenta il più noto giornale della catena, la quale ne distribuisce diversi, diffusi in tutto il paese.